# 지쿠호
지쿠호(일본어: 筑豊 지쿠호[*])는 후쿠오카현이 설정한 후쿠오카 현의 4대 지역(기타큐슈 지구, 후쿠오카 지방, 치쿠호, 치쿠고 지방)의 하나로, 후쿠오카 현 중앙 지역을 뜻한다. 넓은 의미로는 온가군, 게치쿠까지 합쳐 부르기도 한다.